# Procabacter
Procabacter acanthamoebae es una especie de proteobacteria incluida en su propio orden, Procabacteriales. Es un endosimbionte obligado de la ameba Acanthamoebae.